# Ghassan Massoud
Ghassan Massoud (غسّان مسعود; n. 20 septembrie 1958) este un actor și producător de filme sirian. Este cunoscut în Occident pentru rolul său ca Saladin, conducătorul musulman din producția lui Ridley Scott din 2005 - Kingdom of Heaven.
Massoud a jucat și rolul "Sheikh"-ului din filmul turcesc "Kurtlar Vadisi: Irak" (Valea lupilor: Irak), și corsarul Ammand în Pirates of the Caribbean: At World's End. Massoud a refuzat un rol în filmul Syriana, susținând că se teme că filmul ar fi anti-arab. Massoud a menționat, de asemenea, îngrijorări în ceea ce privește situația politică a țării sale și a regiunii mai largi în decizia sa. Mai târziu a spus că își regretă decizia după ce a văzut filmul terminat. Massoud este cunoscut în Siria pentru apariția sa în multe filme siriene, pentru că a scris și regizat piesa de teatru Diplomasiyyoun, și pentru că a făcut parte din sezonul 2002 al Teatrului Național din Ministerul Sirian de Cultură.
A apărut în miniseria televizată Imnul Ploii, și în opera lui Haytham Hakky, Memories of the Forthcoming Age. Pe scena siriană a fost actor în Miss Julie a lui August Strindberg.
Recent, a apărut ca personaj principal - companionul profetului Muhammad, Abu Bakr în serialul Farouk Omar, difuzat de MBC.
Massoud a fost născut în Damasc. Este însurat, are o fată și un baiat și preda teatru atât la Școala de teatru și muzică din Damasc, cât și la Institutul superior pentru arte dramatice.

## Omar
عُمَرْ este o drama istorică arabă sub formă de serial, regizată de Hatem Ali. Este serialul ce l-a făcut pe Ghassan Massoud cunoscut.
În colaborare cu Qatar TV, serialul se bazează pe viața lui Omar ibn Al-Khattab, al doilea calif al islamului. Serialul a fost controversat datorită faptului că îi înfățisează pe Omar, Abu Bakr, Uthman și Ali, al patrulea calif Rashidun. Serialul constă în 30 episoade și a fost inițial difuzat în luna Ramadan pe 20 iulie 2012. A costat 200 millioane rial saudit și a fost filmat în Maroc, Marakesh, Tangiers, El Jadida, Casablanca și în Mohammedia. După ce serialul a fost difuzat pe MBC, dublat în câteva limbi și subtitrat în engleză pe YouTube, a obținut suport de la învățati și audienta mai largă. Față de alte filme cu subiect asemănător, nu a fost criticat în ceea ce privește conținutul întrucât se bazează exclusiv pe fapte reale.

## Filme cu Ghassan Massoud
- Kelebek (2009) - Mevlevi Dede
- Pirates of the Caribbean: At World's End / Pirații din Caraibe: La capătul lumii (2007) - căpitanul Ammand Trailer
- Dhilal al sammt (2006)
- Kurtlar vadisi Irak / Valea Lupilor: Irak (2006) - Abdurrahman Halis Karuki
- Kingdom of Heaven / Regatul Cerului (2005) - Saladin Trailer

## Filmografie
- Colors of the Crusade (2006)
- Creative Accuracy: The Scholars Speak (2006)
- The Path to Redemption (2006)
- Kingdom of Heaven (2005)
- Kingdom of Hope: The Making of 'Kingdom of Heaven' (2005)

## Referinte
1. 1 2  „Ghassan Massoud in Pirates of The Caribbean : At World's End”. WALEG. Arhivat din original la 27 septembrie 2007. Accesat în 24 mai 2007.
2. ↑  „Modern Syria Through Saladin's Eyes”. Robert Fisk. Arhivat din originalul de la 28 octombrie 2007. Accesat în 13 noiembrie 2007.
3. ↑  „copie arhivă”. Arhivat din original la 1 noiembrie 2012. Accesat în 3 februarie 2014.
4. ↑  Al-Masry Al-Youm (8 iulie 2012), Omar ibn al-Khattab TV series raises controversy (în engleză), Egypt Independent

## Referinte externe
- Ghassan Massoud la Internet Movie Database
- Official Website Arhivat în 11 martie 2014, la Wayback Machine.
- Official Trailer
- Omar Series - All Episodes - English Subtitles Arhivat în 6 martie 2014, la Wayback Machine.
- Omar Series - All Episodes - English Subtitles